# Loch Tarff
Loch Tarff är en sjö i Storbritannien.   Den ligger i kommunen Highland och riksdelen Skottland, i den norra delen av landet, 700 km norr om huvudstaden London. Loch Tarff ligger 411 meter över havet.  I omgivningarna runt Loch Tarff växer i huvudsak blandskog.